# 失念
失念（しつねん）は、仏教が教える煩悩のひとつ。
物忘れ・気づきを失った心であり、仏法の理論や仏法の言葉を忘れたりすること。また、心を散乱させてしまうこと。
唯識三十頌の14に「放逸及失念 散亂不正知」とある。
失念は『大乗百法明門論』によれば随煩悩位に分類され、そのうち大随煩悩である。